# Grande China

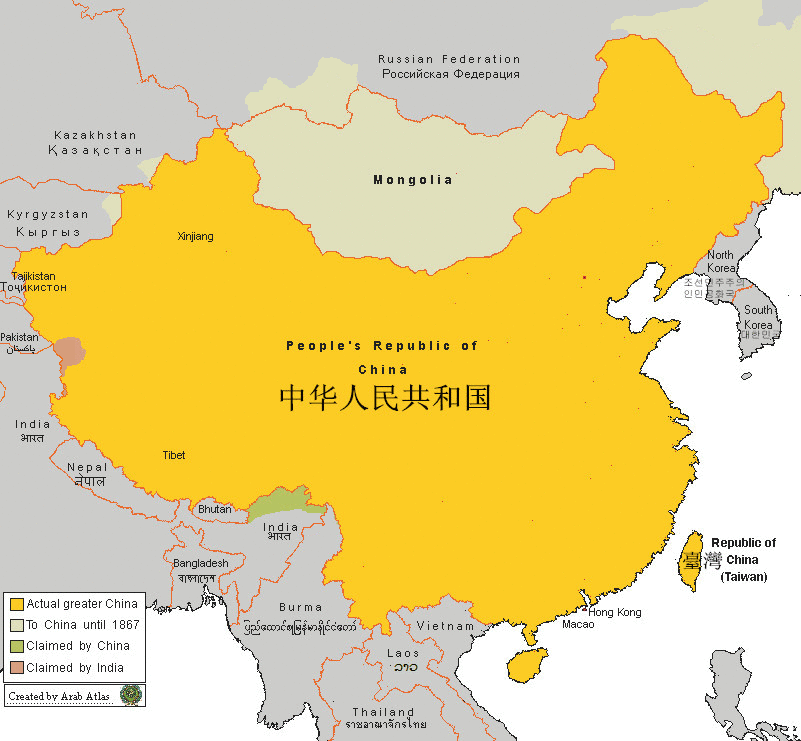
Grande China: China continental, Hong Kong, Macau e Taiwan.

O termo Grande China (chinês tradicional:大中華地區, chinês simplificado:大中华地区, Hanyu Pinyin: Dà Zhōnghuá Dìqū)  refere-se à junção da China continental com Hong Kong, Macau e Taiwan. O termo é usado principalmente em contextos econômicos devido à ambiguidade da palavra China quando se faz referência à China continental, área de jurisdição da República Popular da China (RPC), ou à junção da RPC com a República da China em Taiwan. É também o objetivo dos nacionalistas chineses criar um estado chinês unificado incluindo essas áreas.
A República Popular da China controla a China continental, Hong Kong e Macau, se bem que os dois últimos territórios sejam governados como regiões administrativas especiais. Hong Kong foi entregue pelo Reino Unido em 1997 e Macau foi entregue por Portugal em 1999. Por esse motivo, o problema pendente é a reunificação entre Taiwan e a China continental. A palavra "China" refere-se a ambos os territórios.
A República da China controla Taiwan, Penghu, Quemoy e Matsu e reivindica oficialmente toda a China continental e a Mongólia exterior. A RPC considera a República da China ilegítima e tem ameaçado invadir Taiwan de forma declarada a fim de se instaurar a independência da ilha. (ver Estatuto de Taiwan)

## Uso político
O termo é usado frequentemente para evitar invocar as sensibilidades sobre o estatuto político de Taiwan. Alguns apoiantes da  reunificação chinesa objetam o termo já que implica que "Grande China" é diferente da China. Para muitos asiáticos, o termo é uma lembrança da "Esfera de Co-prosperidade da Grande Ásia Oriental", um eufemismo para a região controlada pelo Império Japonês durante a Segunda Guerra Mundial. 